# Аль-Фахахіль (футбольний клуб)
Спортивний клуб Аль-Фахахіль або просто «Аль-Фахахіль» (араб. نادي القادسية الرياضي) — кувейтський мультиспортивний з міста Ель-Кувейт. Клуб був заснований 19 квітня 1964 року, та виступає в Прем'єр-лізі Кувейту.

## Титули і досягнення
- Володар Кубка Еміра Кувейту: 1986
- Володар Кубка Федерації футболу Кувейту: 1973—1974
- Переможець Першого дивізіону Кувейту: 1969—1970, 1972—1973, 1975—1976, 1978—1979, 1989—1990, 2012—2013